# Рамон Гарсиа де Леон и Писарро
Рамон Гарсия де Леон и Писарро, 1-й маркиз де ла Каса-де-Писарро (исп. Ramón García de León y Pizarro; 1745, Оран, Испания — 6 декабря 1815, Ла-Плата (сегодня Сукре), Испанская империя) — испанский дворянин, военный и государственный администратор. Он занимал должности губернатора провинции Гуаякиль (1779—1789), губернатора провинции Сальта-дель-Тукуман (1791—1797), президента Королевской аудиенсии Чаркаса и губернатора-интенданта Чукисаки (1797—1809).

## Происхождение и карьера
Рамон Гарсия де Леон и Писарро родился в 1745 году в североафриканском городе Оран в то время, когда он был частью Испанской империи. Он происходил из семьи военных и дворян грандов Испании. Он был рыцарем ордена Калатравы, маркизом де-Каса-Писарро и виконтом Нью-Орана. Сын Хосе Гарсии де Леона и Франсиски Писарро Мадригал и Риверы Сантамарина, племянник Хосе Гарсии де Леона и Писарро, президента Кито в 1778—1784 годах.
Он вступил в испанскую армию, где сделал карьеру в войнах против мусульман Северной Африки. Он также составил карты нескольких побережий Северной Африки.
В 1771 году он прибыл в Южную Америку, где служил в гарнизоне Картахены-де-Индиас и был губернатором Риоачи. Позднее он стал губернатором миссии Майнас после изгнания ее основателей, иезуитов. Он также был губернатором территории Момпос, занимаясь прежде всего демаркацией границ с Португалией в районе реки Мараньон.
В 1779 году он был назначен губернатором Гуаякиля, отличившись эффективным правлением и модернизацией укреплений этого порта. Он занимал должности генерал-капитана в испанских колониях Верхнего Перу, а за время своей военной карьеры в испанском Королевском флоте достиг звания генерала армии.

## Управление Сальта-дель-Тукуман и основание Нуэва-Орана
В марте 1789 года Рамон Гарсиа де Леон был назначен губернатором-интендантом Сальта-дель-Тукумана, став вторым человеком, занявшим эту должность после разделения губернаторства Тукумана. Он был приведен к присяге в Буэнос-Айресе, после того как пересек свою провинцию, не занимая при этом должность. По возвращении он совершил продолжительную поездку по внутренним районам региона и вступил в должность лишь 19 декабря 1790 года.
Сразу по прибытии он посетил восточную границу интендантства, наиболее подверженную нападениям со стороны коренных народов Чако, особенно вичи и гуарани, известных испанцам как чиригуано.
Воодушевленный возможностями, которые, по его мнению, предлагала долина Зента, где существовала миссия, основанная францисканцами, он решил основать там город, специально предназначенный для обороны. В конце августа 1794 года он основал в этой долине город Сан-Рамон-де-ла-Нуэва-Оран. Он взял с собой 150 семей, чтобы основать поселение. Новое население составило 800 жителей, образовавшихся из ста пятидесяти родителей с детьми и слугами, которые попросили разрешения поселиться там, а также из скота, завезенного на нетронутые ранчо долины Зента; Было учтено 45 тысяч голов скота всех видов. Оран был последним городом, официально основанным на территории современной Аргентины до обретения независимости, и единственным — из тех, что существовали в 1810 году — который не стал столицей провинции.
В 1794 году Рамон Гарсиа де Леон перенес Сальтский собор в храм, принадлежавший иезуитам. Он проявил себя как прекрасный правитель и получил звание маршала.

## Интендантство Чаркас
В октябре 1796 года он был назначен губернатором провинции Чаркас в Верхнем Перу, должность, которая включала в себя председательство в аудиенсии этого города. Он вступил в должность в октябре 1797 года.
Он начал свое правление без особого блеска, особенно потому, что у него не было опыта в делах Аудиенсии. У него было несколько столкновений с городским советом, судом, университетом и архиепископом Моксо, которые, в свою очередь, находились в противоречии друг с другом. В разгар постоянных конфликтов между властями, которые были нормой в колонии, он встал на сторону архиепископа и рассорился с остальными. Учитывая свой преклонный возраст, он передал административные вопросы в руки своих соратников, хотя его деятельность в целом оценивалась положительно.
В 1806 году, когда произошло английское вторжение, он организовал военные силы для присоединения к войскам вице-короля Рафаэля де Собремонта, но они не воевали.

## Чукисакская революция
В конце 1808 года он принял генерала Хосе Мануэля де Гойенече, специального посланника Верховной хунты Севильи, которая, по сути, представляла только этот город. Он привез известие о восстании испанцев против французов и попросил о помощи. Но по дороге он вступил в контакт со сторонниками коронации принцессы Карлоты Жоакиной де Бурбон, сестры короля и жены регента и наследника Португалии. Губернатор и архиепископ приняли его любезно, но аудиенсия обвинила его в сговоре с португальцами с целью присоединения вице-королевства Рио-де-ла-Плата, включая Верхнее Перу, к Португальской империи. Поэтому посланнику после нескольких недель обсуждений пришлось бежать в Перу.
Однако новости и действия Гойенече встревожили общественность, и быстро сформировались политические партии, в том числе некоторые из них выступали за формирование правящей хунты и даже за независимость.
Одним из менее умеренных лидеров партий, желавших сместить губернатора, был адвокат Хайме Суданьес, которого арестовал Гарсия де Леон и Писарро. Ранним утром 25 мая 1809 года вооруженное движение попыталось освободить его, начав нечто гораздо более масштабное, чем предполагали его инициаторы. В результате череды угроз и инцидентов Суданьес был освобожден, а губернатор был вынужден передать полномочия Управляющему совету. Гарсия де Леон и Писарро был заключен в монастырь Сан-Фелипе, в то время как власть перешла к Аудиенсии, и для защиты новой ситуации были сформированы ополчения.
В начале 1810 года в Чукисаку прибыла экспедиция, отправленная против революционеров вице-королем Бальтасаром Идальго де Сиснеросом под командованием бригадного генерала Висенте Ньето. Немногочисленные силы, собравшиеся для противостояния ему, рассеялись, даже не попытавшись оказать сопротивление, и Гарсия де Леон и Писарро вновь пришел к власти. В отличие от того, что произошло в Ла-Пасе, где лидеры были казнены, в Чукисаке их лишь приговорили к тюремному заключению и ссылке.

## Последние годы
Через несколько месяцев его сменил Франсиско де Паула Санс. Последние годы жизни он провел в Чукисаке, отойдя от всякой деятельности. Говорят, что когда разразилась Майская революция, он предвидел необратимость падения колониального режима и заявил, что:
«С Писарро началось испанское господство, и с Писарро началась независимость».
Незадолго до своей смерти Рамон Гарсия де Леон и Писарро был назначен королем кавалером Большого креста ордена Изабеллы Католической. Среди дворянских титулов, пожалованных королем маркизу Каса-Писарро, был и его предыдущий титул виконта Нуэва-Орана. Однако последующие патриотические движения не придали значения этому старику, который из-за своего преклонного возраста почти постоянно находился в уединении в своем доме или в монастыре Сан-Фелипе.
Рамон Гарсия де Леон и Писарро скончался в Чукисаке 6 декабря 1815 года.

## Семья и потомство
Он был женат на Мариане де Сальдуа и Руис де ла Торре, представительнице старинного испанского рода. У супругов было трое детей, из которых только двое выжили и дали потомство в Испании и Америке:
- Рафаэль Гарсиа де Леон и Писарро Сальдуа (28 октября 1768 — 23 июня 1848), 2-й маркиз Каса-Писарро
- Хосе Гарсиа де Леон и Писарро Сальдуа (? — 3 января 1821), погиб в сражении за независимость Перу.